# Ioskeha
Ioskeha (eller Tsentsa) var i de nordamerikanska Irokes- och Huronindianernas kosmogoni en av tvillingbröderna som föddes av gudinnan Ataentsic.
Ioskeha var den duktige av de två bröderna och efter att ha övermannat kaosets krafter skapade han människor och djur.